# 榎戸村 (岐阜県)
榎戸村（よのきどむら）は、かつて岐阜県不破郡に存在した村である。
現在の大垣市榎戸町などに該当する。

## 歴史
- 1889年（明治22年）7月1日 - 町村制により榎戸村が発足。
- 1897年（明治30年）4月1日 - 青墓村、青野村、昼飯村、矢道村と合併し、青墓村が発足。同日榎戸村は廃止。